# Capoeira Legends
Capoeira Legends é um jogo eletrônico brasileiro desenvolvido pela empresa Donsoft Entertainment e lançado em 2009. O jogo é dividido em três capítulos, disponibilizados para Windows.

## História
O jogo se passa nos arredores do Rio de Janeiro, durante o ano de 1828, mostrando a vida de negros, índios e brancos nos mocambos. A Capoeira é mostrada como a ferramenta utilizada para a libertação dos escravos e seu desenvolvimento pelos escravos do Brasil.
O protagonista do jogo, Gunga Za, é o protetor do Mocambo das Estrelas, tem como tarefa proteger seu mocambo de governantes e fazendeiros que apoiam a escravidão.

## Golpes
Movimentos de capoeira presentes no jogo:
- Armada
- Queixada
- Martelo
- Meia Lua de Compasso
- Rasteira de Costas / de chão
- Cabeçada
- Ponteira
- Benção
- Pisão
- Pisão Rodado
- Ginga
- Esquiva Lateral / Básica
- Au
- Negativa Rolê
- Quipe

## Prêmios
- Prêmio NAVE Oi Futuro Games Festival 2009 - Melhor Jogo Nacional[4]
- Prêmio NAVE Oi Futuro Games Festival 2009 - Melhor Narrativa
- Prêmio NAVE Oi Futuro Games Festival 2009 - Melhor Arte
- Prêmio NAVE Oi Futuro Games Festival 2009 - Melhor Game Design